# Bañados de Carrasco
Bañados de Carrasco és un barri de l'est de Montevideo, Uruguai. Ocupa pràcticament tota la porció oriental del departament de Montevideo. Té frontera amb el departament de Canelones a l'est.